# Isothiocyanate de fluorescéine
L'isothiocyanate de fluorescéine ou FITC est un dérivé de la fluorescéine, utilisé dans un large spectre d'applications comme la cytométrie en flux. Le FITC est une molécule de fluorescéine fonctionnalisée avec un groupe réactif isothiocyanate (-N=C=S), remplaçant un atome d'hydrogène sur le cycle le plus bas de la structure. Ce dérivé réagit avec les nucléophiles comme les groupes amines et sulfhydryles des protéines.  
Un groupe fonctionnel succinimidyle-ester greffé au noyau fluorescéine, créant le NHS-fluorescéine, forme un autre dérivé commun réagissant avec les amines, possédant une plus grande spécificité envers les amines primaires en présence d'autres nucléophiles.
Le FITC possède un pic d'excitation et d'émission à 495 nm et 521 nm respectivement. Comme la plupart des fluorochromes, il est sujet au photobleaching. Par conséquent, des dérivés de la fluorescéine tels que l'Alexa 488 et le DyLight 488 ont été optimisés pour des applications chimiques et biologiques nécessitant une plus grande photostabilité, une plus grande intensité de fluorescence ou l'ajout de groupements différents.